# Praça Marquês de Pombal

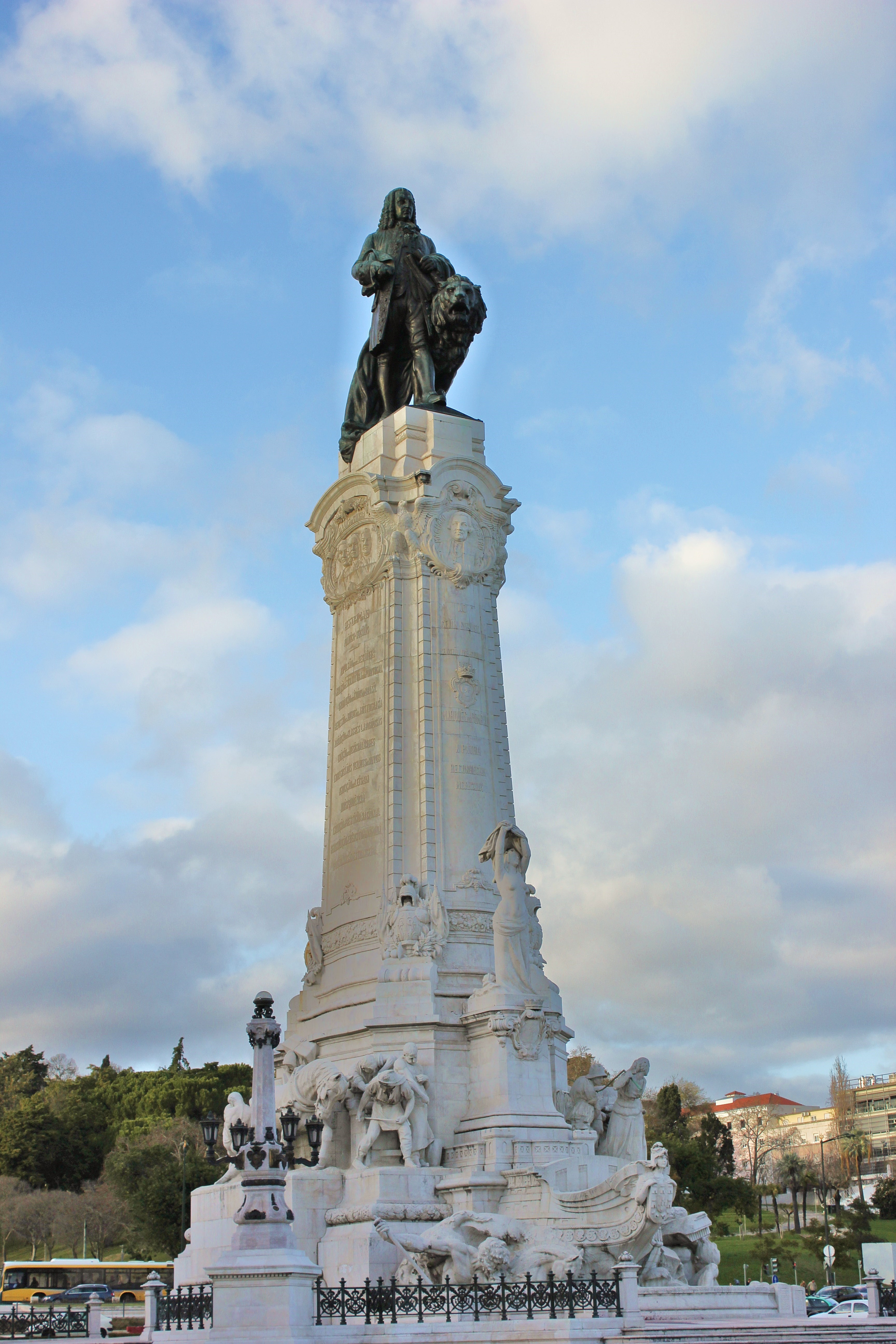
Monumento al Marchese de Pombal.

La Praça Marquês de Pombal è una piazza che si trova a Lisbona tra l'Avenida da Liberdade e il parco Edoardo VII. È detta anche Rotunda. Fu costruita tra il 1917 e il 1934.
Nella piazza convergono sei delle grandi arterie urbane di Lisbona. Nel sottosuolo è presente la stazione di collegamento della rete della metropolitana, Marquês de Pombal, che collega la Linea Blu con la Linea Gialla.
La Praça Marquês de Pombal è stato il luogo in cui venne proclamata la Repubblica portoghese il 5 ottobre 1910.

## Il Monumento al Marchese de Pombal
Al centro della piazza si trova il monumento al Marchese de Pombal, lo statista che guidò il Portogallo tra il 1750 e il 1777. Il monumento risalente al 1934 e raffigura il marchese con una mano appoggiata a un leone (simbolo di potenza) e con lo sguardo rivolto alla Baixa.
Alla base del monumento vengono raffigurate con immagini allegoriche le principali imprese compiute a livello politico, educativo e agricolo. Le figure in piedi rappresentano invece l'Università di Coimbra, dove creò la nuova Facoltà di Scienze. Le pietre e le onde alla base del monumento ricordano invece le distruzioni provocate dal terremoto del 1755.
Nella parte superiore del piedistallo vi sono scolpite le persone importanti del periodo in cui visse il Marchese di Pombal, ad esempio l'architetto Eugénio dos Santos e lo scultore Joaquim Machado de Castro.